# Pseudolimnophila costofimbriata
Pseudolimnophila costofimbriata är en tvåvingeart som beskrevs av Alexander 1927. Pseudolimnophila costofimbriata ingår i släktet Pseudolimnophila och familjen småharkrankar. Inga underarter finns listade i Catalogue of Life.